# Patrizia Ciofi
Patrizia Ciofi (Casole d'Elsa, Siena, 12 de noviembre de 1967) es una soprano de coloratura de ópera italiana. Está casada con el director de orquesta Luciano Acocella.

## Biografía
Estudió en el Istituto Musicale Pietro Mascagni en Livorno, y recibió clases magistrales en la Accademia Musicale Chigiana, Siena, con Carlo Bergonzi y Shirley Verrett. Su debut operístico tuvo lugar en Giovanni Sebastiano de Gino Negri, en el Teatro Comunale, Florence, y su debut en La Scala ocurrió en 1997 con La traviata, dirigida por Riccardo Muti; volvió a La Scala en L'elisir d'amore en 1997, y de nuevo 2001.
Ha cantado en la mayoría de los teatros de ópera italianos, y ha tomado parte en numerosos festivales en su país natal, como Festival Rossini de Ópera en Pesaro o el Festival Martina Franca.
Su presencia también es habitual en Francia, en cuya capital ha cantado en el Châtelet, la Opéra de Paris y el Théâtre des Champs-Elysées. También ha cantado en la Ópera Nacional de Lyon y la Ópera de Marsella. Su debut en el Covent Garden de Londres tuvo lugar en 2002 con Rigoletto, y debutó en Chicago en 2003 con La Traviata. Su debut en la Wiener Staatsoper fue en 2008 con La Sonnambula. El año 2006 debutó en el Gran Teatro del Liceo  de Barcelona en el papel de Lucia de Lucía de Lammermoor de Donizetti.
Sus principales papeles incluyen Amina en La sonnambula de Vincenzo Bellini, Violetta en La traviata de Giuseppe Verdi, Gilda en Rigoletto, Susanna en Le nozze di Figaro de Mozart, y Lucia in Lucia di Lammermoor de Gaetano Donizetti (tanto en la versión italiana habitual como en la francesa Lucie de Lammermoor, de 1839).
Patrizia ha realizado además grabaciones con varios sellos discográficos, entre las Le nozze di Figaro, bajo la dirección de René Jacobs, obtuvo en 2005 el Premio Grammy a la mejor grabación de ópera.

## Discografía parcial
- La sonnambula de Vincenzo Bellini (1995) Nuova Era.
- Lucie de Lammermoor de Gaetano Donizetti (1998) Dynamic.
- Il Rè & Mese Mariano de Umberto Giordano (1999) Dynamic.
- Ippolito ed Aricia de Tommaso Traetta (2000) Dynamic.
- Die Entführung aus dem Serail de Wolfgang Amadeus Mozart (2003) TDK DVD.
- Benvenuto Cellini de Hector Berlioz (2004) Virgin Classics.
- Amor e gelosia (con Joyce DiDonato), recopilación de dúos de ópera de George Frederic Handel (2004) CD Veritas.
- Lucie de Lammermoor de Gaetano Donizetti (2002) TDK DVD.
- Le nozze di Figaro de Wolfgang Amadeus Mozart (2004) Harmonia Mundi.
- Bajazet de Antonio Vivaldi (2005) Virgin Classics.
- Radamisto de Handel (2005) Virgin Classics.

## Repertorio
- Giuseppe Verdi
  - Falstaff (Nannetta)
  - Rigoletto (Gilda)
  - La traviata (Violetta)
- Giacomo Puccini
  - Gianni Schicchi (Lauretta)
- Vincenzo Bellini
  - I Capuleti e i Montecchi (Giulietta)
  - La sonnambula (Amina)
  - La straniera (Alaide)
- Gaetano Donizetti
  - Don Pasquale (Norina)
  - L'elisir d'amore (Adina)
  - La fille du régiment (Marie)
  - Lucia di Lammermoor (Lucia)
  - Maria Stuarda (Maria)
  - Pia de' Tolomei (Pia)
- Gioachino Rossini
  - Adelaide di Borgogna (Adelaide)
  - Otello (Desdemona)
  - Tancredi (Amenaide)
  - Il turco in Italia (Fiorilla)
  - Il viaggio a Reims (Corinna)
- Wolfgang Amadeus Mozart
  - Così fan tutte (Fiordiligi)
  - Le nozze di Figaro (Contessa)
  - Die Entführung aus dem Serail (Blonde)
  - Mitridate, Re di Ponto (Aspasia)
- Georges Bizet
  - Les pêcheurs de perles (Leila)
- Antonio Vivaldi
  - Bajazet (Idaspe)
- Georg Friedrich Händel
  - Alcina (Alcina)
  - Giulio Cesare (Cleopatra)
- Jules Massenet
  - Cendrillon (Cendrillon)
  - Manon (Manon)
- Umberto Giordano
  - Mese mariano (Carmela)
  - Il re (Rosalina)
- Giacomo Meyerbeer
  - Il crociato in Egitto (Palmide)
  - Robert le diable (Isabelle)
  - Le Pardon de Ploërmel (Dinorah)
- Tommaso Traetta
  - Ippolito ed Aricia (Aricia)